# Herminia purpurinia
Herminia purpurinia là một loài bướm đêm trong họ Noctuidae.